# Owen Coyle
Owen Columba Coyle (født 14. juli 1966 i Paisley i Renfrewshire) er en tidligere skotsk fodboldspiller og nuværende fodboldtræner. Han har irske aner og har spillet en enkelt kamp for Irlands fodboldlandshold. 
Han begyndte at spille i Dumbarton i Skotland i 1985. Han spilede alle sine 669 ligakamper i Skotland, bortset fra 54 kampe i Bolton Wanderers i England.
I 2003 fik Coyle sin første managerstilling, da han sammen med John Hughes blev manager for Falkirk. Efter kort tid forlod han imidlertid Falkirk for at blive assistenttræøner for Ian McCall i Dundee United. Coyle var fortsat registreret som spiller, og manglende spilletid for Dundee United gjorde, at han ble udlånt til Airdrie United. Dette udlån blev senere gjort permanent, og Coyle blev også assistenttræner under Sandy Stewart, som senere blev hans assistent i Bolton. Han blev herefter manager på heltid for St. Johnstone fra 2005 til 2007, før han blev manager i Burnley i 2007. Han havde succes som træner i Burnley, med semifinale i Ligacupen mod Tottenham Hotspur og oprykning til Premier League, efter at have besejret Sheffield United i playoff-finalen på Wembley i 2009. 
Den 8. januar 2010 overtog han stillingen som manager for Bolton Wanderers FC, da Gary Megson blev fyret. Coyle blev dog selv senere fyret i Bolton i februar 2014. 